# Gossypium herbaceum

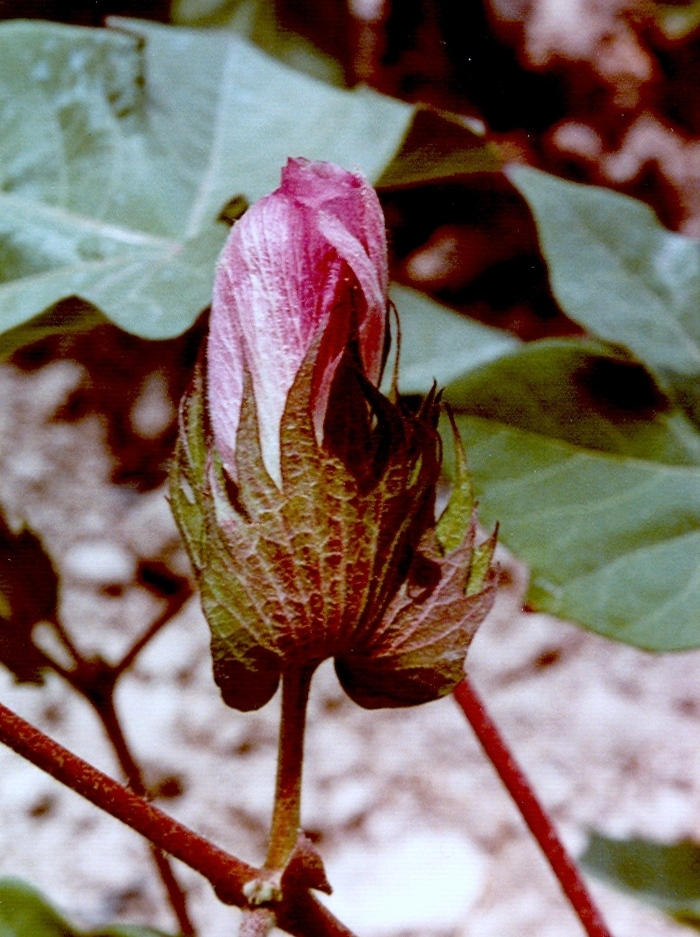
Flor -en post-antesis- de "algodón de Levante" (Gossypium herbaceum), cultivado en los años 80 en Albatera (Provincia de Alicante, España).

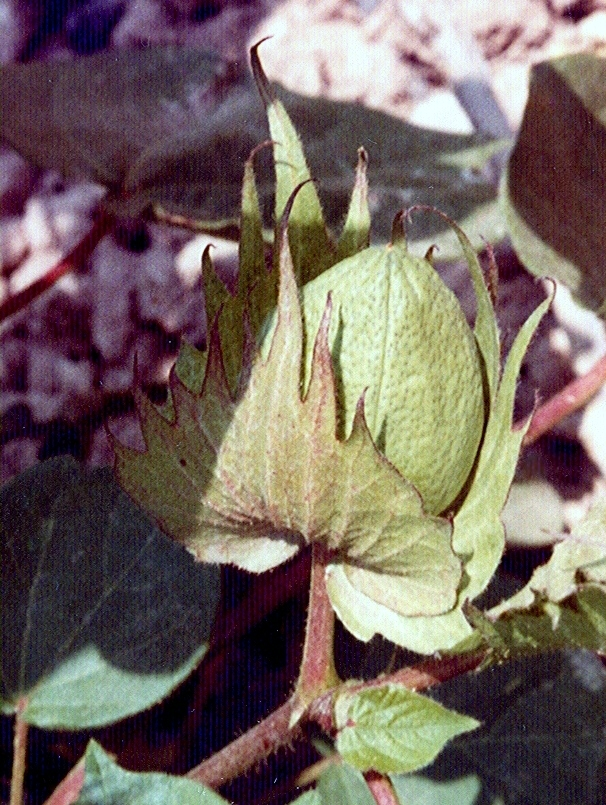
Fruto inmaduro in situ, con las piezas del epicáliz persistente.

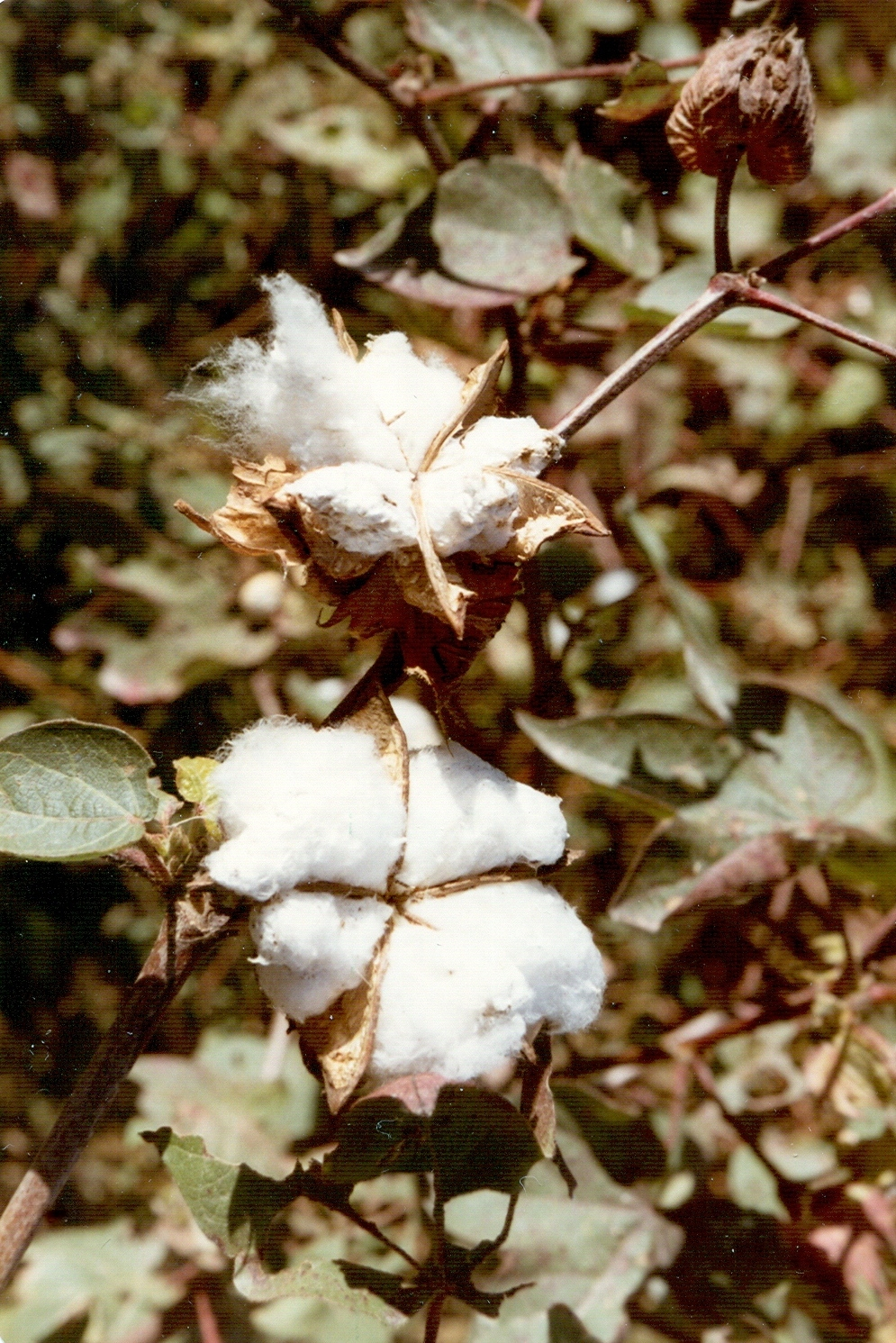
Frutos maduros cuadri y penta-loculares abiertos con su algodón in situ.

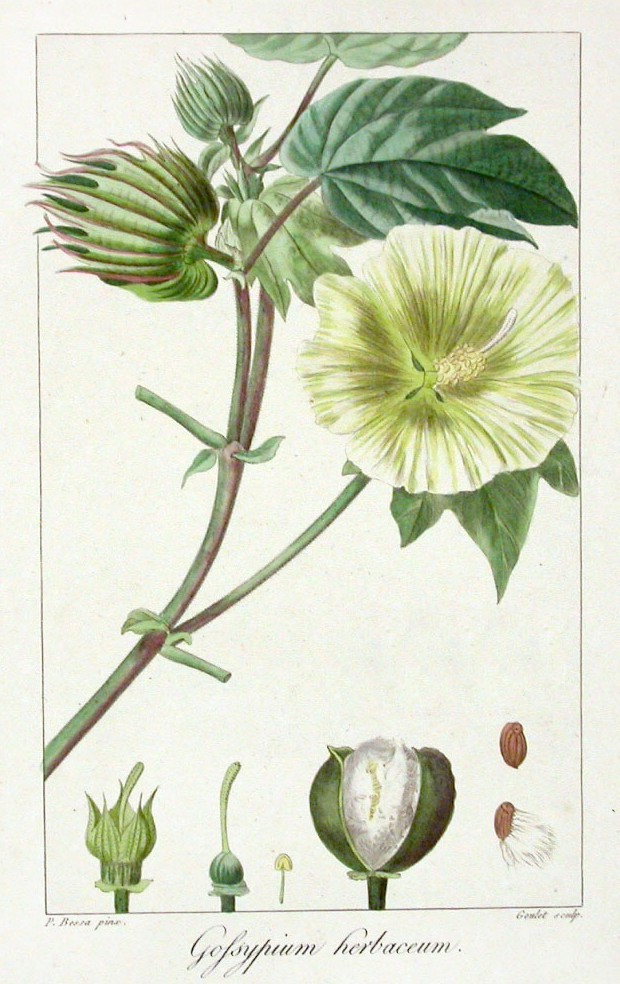
Ilustración en Pancrace Bessa, Herbier Général de l'Amateur, 1816

El algodón de levante (Gossypium herbaceum) es una especie de plantas con flores perteneciente a la familia Malvaceae.

## Descripción
Planta herbácea subarbustos anuales peludos de hasta los 1,5 m de altura. Tiene una raíz fusiforme con numerosas radículas y un tallo ramificado. Estipulas filiformes caducas. Las hojas, generalmente más anchas que largas, son velludas y desde enteras —oblongas a casi orbiculares— hasta palmeadas con 3-7 lóbulos, los laterales más pequeños. Las flores son de color blanco, amarillo —que se tornan al rosado-purpúreo en la post-antesis— con una eventual mancha púrpura en la base de los pétalos que están dispuestos helicoidalmente. Miden unos 5-7 cm de diámetro. El cáliz pentamero, en forma de copa, está rodeado y ocultado por las 3 piezas más anchas que largas y laciniadas del epicáliz que lo envuelve, epicáliz que tiene 6-8 dientes y es persistente en la fructificación.  El fruto es una cápsula ovoide, erecta o más o menos péndula cuando madura, dehiscente, con 3-4 lóculos, de unos 3 cm de largo, de superficie alveolada y ápice picudo; las semillas son de forma subglobosa hasta cónica, centimétricas, envueltas de abundante y corta pelosidad blanca persistente -que es el algodón propiamente dicho. Florece desde julio hasta septiembre.

## Distribución
África subsahariana -de donde, al parecer, sería oriunda- y Arabia. Cultivada en casi todas las zonas cálidas del globo y ocasionalmente adventicia en otras partes.
En la península ibérica se cultivó en el sur de Portugal (Alentejo y Beira Baixa) y se cultiva en España (Extremadura, Andalucía occidental, Murcia, Comunidad Valenciana, Aragón, Cataluña y Baleares); localmente naturalizada.

## Propiedades
- Se utiliza como algodón hidrófilo para la cura de heridas, hemorragias, etc.

En la medicina tradicional es utilizada como absorbente, galactógeno, antihelmíntico.
- La corteza de la raíz es emenagoga, oxitócica, galactogoga.
- Las semillas afrodisíaca, mucilaginosa, nutritiva.
- Las flores se han considerado un buen remedio para la hipocondría.
- El aceite, lubricante y linimento se ha usado para obtener vitamina E y como sustituto del aceite de sésamo.

Los tacana usan el jugo de las semillas tiernas para calmar el dolor de oídos.
Principios activos
La fibra está compuesta por celulosa (91-99%), proteínas (1,3-1,9%), ceras (0,6-1,2%) y pectinas.
La semilla entera desecada contiene un 23-37% de celulosa, un 19-25% de proteínas, 10-28% de lípidos y hasta un 1% de gosipol (sesquiterpeno tóxico para la mayoría de especies animales).

## Taxonomía
Gossypium herbaceum fue descrita por Carlos Linneo  y publicado en Species Plantarum, vol. 2, p. 693 en 1753.
Sinonimia
- Gossypium albescens Raf.
- Gossypium album Buch.-Ham.
- Gossypium amblospermum Raf.
- Gossypium arboreum var. perrieri (Hochr.) Rob.
- Gossypium aureum Raf.
- Gossypium bicolor Raf.
- Gossypium chinense Fisch. & Otto ex Steud.
- Gossypium cinereum Raf.
- Gossypium convexum Raf.
- Gossypium croceum Buch.-Ham.
- Gossypium decurrens Raf.
- Gossypium divaricatum Raf.
- Gossypium eglandulosum Cav.
- Gossypium elatum Salisb.
- Gossypium frutescens (Delile) Roberty
- Gossypium fuscum Raf.
- Gossypium herbaceum var. frutescens Delile
- Gossypium herbaceum var. perrieri Hochr.
- Gossypium leoninum Medik.
- Gossypium macedonicum Murray
- Gossypium macrospermum Raf.
- Gossypium micranthum Cav.
- Gossypium molle Mauri ex Ten.
- Gossypium nanking Meyen
- Gossypium paniculatum Blanco
- Gossypium perrieri (Hochr.) Prokh.
- Gossypium punctatum Guill. & Perr.
- Gossypium purpureum Raf.
- Gossypium siamense Ten.
- Gossypium simpsonii G.Watt
- Gossypium strictum Medik.
- Gossypium tricuspidatum Lam.
- Gossypium vitifolium Roxb. nom. illeg.[5]

## Nombre común
- Castellano: algodón, algodonero, algodonero herbáceo, xylon.[6]